# Азеф, Евно Фишелевич
Е́вно Фи́шелевич (Евге́ний Фили́ппович) А́зеф (1869, Лысково, Гродненская губерния, Российская империя — 24 апреля 1918, Берлин, Германская империя) — революционер-провокатор, один из руководителей партии эсеров и одновременно секретный сотрудник Департамента полиции. Известен как «король провокаторов».
Как глава Боевой организации эсеров, организовал и успешно провёл ряд терактов, в числе которых — убийство великого князя Сергея Александровича. В то же время как агент Охранного отделения раскрыл и выдал полиции множество революционеров.

## Фамилия
При жизни Азефа его фамилию писали по-разному: Азев (в стенограммах эсеровской судебно-следственной комиссии в 1908 году), Азиев, Азеф (французское написание).

## Биография

### Детство и юность
Евно Азеф родился в 1869 году (точная дата неизвестна, по одной версии в октябре, по другой 11 июля) в местечке Лысково Гродненской губернии в семье бедного портного-еврея. Кроме него в семье было ещё шестеро детей — два брата и четыре сестры. Евно был вторым ребёнком.
Участвовал в кружках революционной еврейской молодёжи. В 1890 году окончил гимназию в Ростове-на-Дону. В 1892 году, скрываясь от полиции, украл 800 рублей (по другой версии, продал украденную у знакомого купца партию масла) и бежал в Германию, где устроился учиться на инженера-электротехника в Карлсруэ.
В число секретных сотрудников полиции Азеф был принят в 1892 году, в 23 года. 4 ноября 1893 года предложил Департаменту полиции быть осведомителем о русских революционерах — студентах политехнического института в Карлсруэ, и его предложение приняли. Первоначальный оклад Азефа составлял 50 рублей.
На протяжении 1893–1898 гг. его куратором был вице-директор департамента Г. К. Семякин, после того, как в 1898 г. в департаменте был создан Особый отдел, Азеф поступил в распоряжение его заведующего Л. А. Ратаева.
В июне 1899 г. Азеф вернулся в Россию и был командирован в Москву в распоряжение московского начальника охранного отделения надворного советника Зубатова, под руководством которого получил задатки полицейского воспитания.
В том же году женился на Любови Григорьевне Менкиной, имел двоих детей.

### Азеф в партии эсеров и Охранном отделении
В 1899 году вступил в союз социалистов-революционеров.
В 1899 г. жалованье Азефа составляло 100 руб. в месяц плюс премия 200 руб., в 1900 г. с переездом в Москву жалованье было увеличено до 150 руб., в 1901 г. в связи поездкой за границу, где он принял участие в учреждении партии эсеров, — до 500 руб. В это время оклад директора Департамента полиции без квартирных составлял примерно 600 руб. в месяц.
В мае 1903 г., когда Азеф возглавил Боевую организацию партии эсеров, годовое жалованье в размере 6000 руб. было выплачено ему вперед.
В 1902–1903 и с января по июль 1904 г. Азеф объездил всю Россию, объединяя между собою разрозненные народнические кружки в единую партию. Организовал первый Петербургский комитет партии эсеров.
После ареста Г. А. Гершуни в 1903 году Азеф остался центральной фигурой и возглавил Боевую организацию эсеров, осуществлявшую террористические акты. Партийные псевдонимы Азефа — «Иван Николаевич», «Валентин Кузьмич», «Толстый». В контактах с Департаментом полиции он использовал псевдоним «Раскин».
Созданную Гершуни Боевую организацию Азеф реорганизовал, сделав её компактной, централизованной, строго дисциплинированной и легко управляемой. Сам Азеф с поддержкой М. Р. Гоца активно продвигал террор, при этом предотвращая некоторые террористические акты (покушение на министра внутренних дел П. Н. Дурново, на царя Николая II). В то время его жалование от Охранного отделения достигло 1000 рублей в месяц.
Выдал весь первый состав ЦК ПСР и некоторых эсеров-боевиков (С. Н. Слётова, Г. И. Ломова, М. А. Веденяпина, А. В. Якимову, З. В. Коноплянникову и др.), а также некоторые планы и коммуникации революционеров. Одновременно организовал более 30 террористических актов, осуществил убийства видных представителей царского государственного аппарата, в том числе своих начальников: министра внутренних дел и шефа корпуса жандармов В. К. Плеве (которого считали главным организатором еврейского погрома в Кишинёве в 1903 году) и генерал-губернатора Москвы великого князя Сергея Александровича. Для того, чтобы избежать раскрытия, часть терактов он готовил втайне от Департамента полиции, прилагая все усилия для их осуществления. О других — своевременно сообщал в охранку, и они соответственно проваливались. Благодаря этому Азефа считали «своим» и члены партии, и полиция. Каждый раз, когда его пытались разоблачить, кто-нибудь из революционеров «доказывал», что человек, организовавший столько успешных террористических акций, не может быть агентом охранки; для Охранного отделения Азеф также представлял большую ценность.
Он же (с участием представителей других революционных партий Конни Циллиакуса, Георгия Деканозова и др.) организовал закупку на деньги японского военного атташе М. Акаси оружия для рабочих и его доставку в Россию на пароходе «Джон Графтон». По ряду данных, Азеф инициировал ликвидацию Г. А. Гапона как «провокатора», что и было исполнено боевиками П. М. Рутенберга. Об этом же свидетельствует в своих воспоминаниях сам Рутенберг. После Манифеста 17 октября Азеф стал сторонником роспуска Боевой организации и всячески саботировал её действия, в результате чего эсеры перешли к террору с помощью децентрализованных летучих отрядов.

### Последняя провокация
Результатом последнего предательства Азефа перед разоблачением был арест полицией и казнь членов летучего боевого отряда партии социалистов-революционеров в феврале 1908 года. Эта казнь послужила сюжетом Леониду Андрееву при написании «Рассказа о семи повешенных».

### Разоблачение
После наступления реакции Азеф готовил покушение на Николая II, для чего рассматривались весьма авантюрные схемы. В частности, с подачи Азефа ЦК ПСР выделял деньги на проектирование и строительство специальной подводной лодки и самолёта для совершения теракта.
Однако в 1908 году Азеф был разоблачён как провокатор публицистом В. Л. Бурцевым. Ещё в 1906 году Бурцев получил от добровольного информанта из Департамента полиции М. Е. Бакая сведения о наличии в верхушке партии социалистов-революционеров агента по кличке «Раскин», однако Бакай не знал его настоящего имени. Спустя некоторое время у Бурцева и ряда других участников революционного движения появились подозрения о том, что Раскин — это Азеф, однако решающих доказательств этого не было вплоть до того, как бывший директор Департамента полиции А. А. Лопухин не подтвердил Бурцеву его подозрения в личной беседе в поезде Кёльн-Берлин. Находившийся за рубежом Азеф, узнавший об этом разговоре, попытался шантажом заставить Лопухина отказаться от своих слов, для чего посетил его и других высокопоставленных сотрудников полиции в Петербурге. Зная, что для революционеров эта внезапная поездка будет доказательством вины Азефа, полиция организовала Азефу алиби, предоставив ему документы о том, что он якобы в это время был в Берлине. Однако эсеры всё же смогли выяснить, что рассказ Азефа о поездке в Берлин не соответствует действительности.
На внутрипартийном разбирательстве в Париже, обвиняемым на котором первоначально (как клеветник) был Бурцев, ЦК ПСР приговорил Азефа к смерти, однако тот смог избежать ликвидации и скрылся. Сведения о двойной роли Азефа стали предметом публичного скандала в России и депутатского запроса к правительству: премьер-министр П. А. Столыпин был вынужден защищать его в Государственной думе. А. А. Лопухин был предан суду за разглашение сведений об Азефе и сослан в Сибирь. Дело Азефа привело к глубокому кризису партии эсеров.
В дальнейшем Азеф жил в Берлине под видом рантье Александра Ноймайра (Alexander Neumayr) по документам, выданным министерством иностранных дел России. Тщательно избегал контактов с представителями царских властей и русскими революционерами, но в 1912 году Азеф был опознан на немецком курорте, после чего его адрес был сообщен Бурцеву. Тот потребовал у Азефа встречи, угрожая выдать партии его местонахождение. Во время свидания во Франкфурте Азеф принялся ему доказывать, что сделал для революции гораздо больше пользы, чем ему приписывают вреда как провокатору, и требовал справедливого суда ЦК, уверяя, что готов покончить с собой, однако затем снова скрылся.

### Последние годы
После начала Первой мировой войны Азеф разорился, так как все его средства были вложены в русские ценные бумаги. Чтобы хоть как-то сводить концы с концами, открыл в Берлине корсетную мастерскую. В июне 1915 года немецкая полиция арестовала его как бывшего русского секретного агента. Содержался в тюрьме Моабит, был освобождён только в декабре 1917 года.
В тюрьме он заболел и 24 апреля 1918 года умер от почечной недостаточности в берлинской клинике Krankenhaus Westend. Был похоронен в Берлине на Вильмерсдорфском кладбище в безымянной могиле за № 446. По некоторым данным, захоронение это сохранилось и до нашего времени.

## Вопрос о провокаторстве Азефа
На языке партийных революционеров «провокатором» называлось любое лицо, сотрудничавшее с Департаментом полиции. Революционная терминология не знала разницы между агентом-осведомителем и агентом-провокатором. Всякий революционер, уличённый в сношениях с полицией, объявлялся «провокатором», и на этом ставилась точка. Между тем, с юридической точки зрения, между простым агентом-осведомителем и агентом-провокатором существовала большая разница. Агентом-провокатором именовался только тот секретный сотрудник, который принимал активное участие в революционной деятельности или подстрекал к этому других. С точки зрения закона, такие действия секретных сотрудников считались преступными и подлежали уголовной ответственности. В циркулярах Департамента полиции указывалось, что секретные сотрудники не должны участвовать в противозаконной деятельности или подстрекать к ней других лиц.
После разоблачения Азефа, когда его история была предана гласности, в обществе возник вопрос, был ли Азеф агентом-провокатором. Обнародованные Владимиром Бурцевым и партией эсеров материалы свидетельствовали, что Азеф, будучи секретным сотрудником, принимал активное участие в террористической деятельности. Стоя во главе Боевой организации эсеров, он руководил её деятельностью, готовил террористические акты и посылал на них других людей. Во время разгрома боевой организации в Санкт-Петербурге (16—17 марта 1905 года) не был арестован Н. С. Тютчев — «в видах сохранения агентурного источника» (Татарова и Азефа). Это означало, что в строгом соответствии с юридической терминологией Азеф являлся агентом-провокатором и должен был быть привлечён к уголовной ответственности. Между тем Азеф к уголовной ответственности привлечён не был, а правительство отрицало его причастность к террористическим актам. По версии правительства, Боевой организацией эсеров руководил не Азеф, а Борис Савинков, тогда как Азеф был простым осведомителем, дававшим правительству ценные сведения о преступных замыслах революционеров.
Вопрос о провокаторстве Азефа обсуждался многими его современниками. В итоге причастность Азефа к террористическим актам была признана не только революционерами, но и его бывшими полицейскими начальниками, такими как Л. А. Ратаев, А. А. Лопухин, С. В. Зубатов и А. И. Спиридович. В частности, генерал Спиридович в своих мемуарах писал: «Азеф — это беспринципный и корыстолюбивый эгоист, работавший на пользу иногда правительства, иногда революции; изменявший и одной и другой стороне, в зависимости от момента и личной пользы; действовавший не только как осведомитель правительства, но и как провокатор в действительном значении этого слова, то есть самолично учинявший преступления и выдававший их затем частично правительству, корысти ради». На сегодняшний день провокаторство Азефа признаётся за факт большинством исследователей, а отрицание этого факта является маргинальной точкой зрения. Характерным примером преступной деятельности Азефа является его участие в убийстве Георгия Гапона и в убийстве Н. Ю. Татарова, безуспешно пытавшегося открыть глаза руководству эсеров на провокаторство их партийного лидера.

## Семья
Младший брат Владимир Фишелевич Азеф — эсер, член Боевой организации. По образованию химик. После разоблачения брата отошёл от революционной деятельности и выехал в Америку.
Жена Любовь Григорьевна Менкина — эсерка и участница революционного движения. Была дочерью хозяина магазина писчебумажных принадлежностей в Могилёве, работала модисткой, но стремилась к получению образования, для чего и уехала из России. Училась на философском факультете Бернского университета. Их знакомство с Азефом состоялось в 1895 году в Дармштадте. Несмотря на то, что брак был заключён по любви, супруги жили практически раздельно, в первые годы испытывали финансовые затруднения и часто ссорились. Любовь Григорьевна до разоблачения ничего не знала о связях своего мужа с департаментом полиции.

## Азеф в культуре
Азефу посвящён одноимённый роман Р. Б. Гуля, также известный под названием «Генерал БО».
В произведении Аркадия Гайдара «Жизнь ни во что (Лбовщина)» Евно Азеф вследствие своей провокаторской деятельности явился причиной поимки и казни главного героя повести Александра Лбова.
Азефу посвящено стихотворение Саши Чёрного «Герой нашего времени».
А. Н. Толстой создал пьесу «Азеф: орёл или решка».
Особое место в русской литературе занимает  документальный очерк М. А. Алданова «Азеф», во многом основанный на материалах П. Е. Щёголева.
Одно время собственное имя Азеф даже стало нарицательным для обозначения провокатора и доносчика, в таком качестве упоминается в «Республике Шкид» Г. Белых и Л. Пантелеева в главе про «дело о табаке японском» — первом громком деле в школе («Гога-Азеф»).
Азеф как имя нарицательное также упоминается в поэме В. В. Маяковского «Облако в штанах»:
Эту ночь глазами не проломаем, 
Чёрную, как Азеф.
В Толковом словаре русского языка под ред. Д. Н. Ушакова (т. 1, 1935 г.) зафиксировано слово «азефовщина» в следующем значении:
АЗЕФОВЩИНА, ы, мн. нет, ж. (полит.).
Крупная политическая провокация. [По имени провокатора с.-р. Азефа.]
Евно Азеф стал прототипом одного из персонажей романа «Петербург» Андрея Белого, провокатора Липпанченки.
Он был главным героем немецкого фильма «Провокатор Азеф» / Lockspitzel Asew (1935, играл Фриц Расп) и французского фильма «Azev: le tsar de la nuit» (1975, играл Пьер Сантини), а также персонажем британского сериала «Падение орлов» (1974, играл Виктор Виндинг), советского-польского фильма «Особых примет нет» (1978, играл Григорий Абрикосов), «Исчадье ада» (1991, в роли В.Самойлов), российских сериалов «Империя под ударом» (2000, играл Владимир Богданов), «Всадник по имени Смерть» (2004, играл Дмитрий Дюжев), «Столыпин... Невыученные уроки» (2006, играл Александр Строев), «Секретная служба Его Величества» (2006, играл Алексей Карелин).
Евно Азеф упоминается в разговоре героев фантастического романа А. и С. Абрамовых «Рай без памяти» как провокатор и в романе Анатолия Дроздова «Лейб-хирург».
Образ Азефа очень подробно прописан в романе-эпопее Юлиана Семёнова «Горение».

## Сочинения
- Письма Азефа, 1893—1917 / Сост. Д. Б. Павлов, З. И. Перегудова. — М.: Изд. центр «Терра», 1994. — 287 с. ISBN 5-85255-395-6